# St. Peter und Paul (Mauderode)

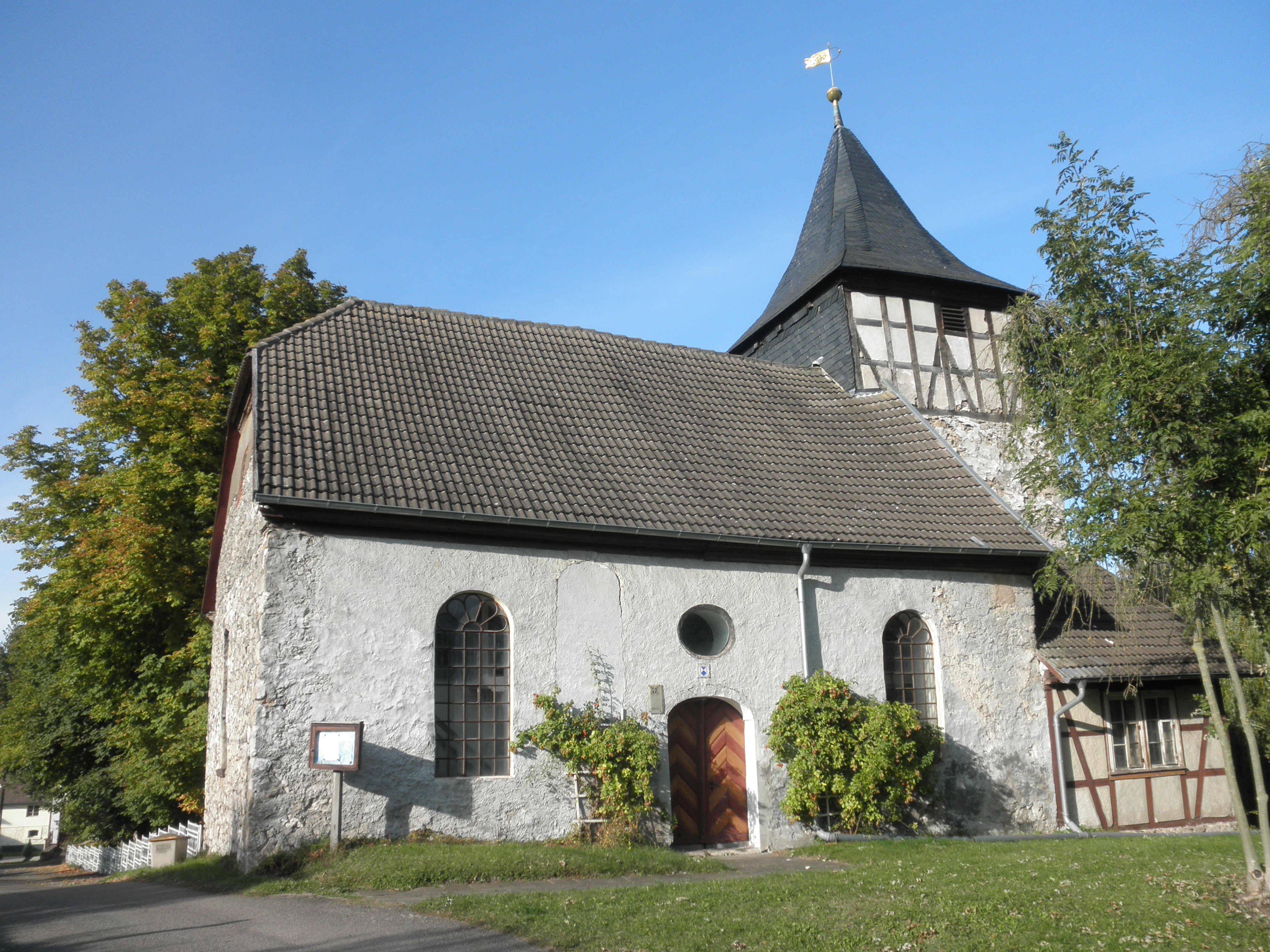
Kirche St. Peter und Paul

Die evangelische Filialkirche St. Peter und Paul steht im Ortsteil Mauderode der Gemeinde Werther im Landkreis Nordhausen in Thüringen.

## Geschichte
Im Jahre 1606 wurde die schlichte Chorturmkirche aus Bruchsteinen mit eingezogenem Chor sowie Fachwerkobergeschoss für den Turm erbaut. Man nimmt an, dass es eine Vorgängerkirche gab. Die erste Glocke wurde 1487, die zweite 1500 angeschafft.
Auf dem Friedhof steht das leere Mausoleum des Geheimrats Bruno Kunze, Erfinder der Luftdruckbremse für Eisenbahnen. Er besaß im Dorf Grundbesitz.